# خواهران پانتی
خواهران پانتی (به انگلیسی: The Panti Sisters) فیلمی محصول سال ۲۰۱۹ و به کارگردانی جون لانا است. در این فیلم بازیگرانی همچون پائولو بالستروس، مارتین دل روزاریو و کریستین بابلز ایفای نقش کرده‌اند.